# Císařův pekař – Pekařův císař
Císařův pekař – Pekařův císař je dvoudílná česká historická komedie režiséra Martina Friče, natočená v roce 1951. Původně film natáčel režisér Jiří Krejčík, po jeho neshodách s Janem Werichem režii brzy převzal Martin Frič.
Kromě dvoudílné verze byla z jiných klapek vytvořena i exportní jednodílná verze v délce 108 minut pod názvem Císařův pekař. V této verzi chyběly nejvíce ideologicky zaměřené pasáže (např. písně). Exportní využití filmu bylo také hlavním důvodem, proč byl film natáčen barevně.

## Děj
Hlavním hrdinou je pekař Matěj (Jan Werich) a císař Rudolf II. (opět Jan Werich), který je bohatým mecenášem pavěd všeho druhu, zvláště alchymie. Podaří se mu najít Golema, bájného hliněného obra, ale neumí jej oživit a stát se tak pánem světa. Pekař Matěj je pro svůj zdravý selský rozum, spravedlnost a dobrotu nejprve uvržen do vězení, pak ale uprchne a díky podobnosti s císařem si s ním vymění roli a nakonec využije Golema k pečení rohlíků pro chudé.

## Obsazení
| Jan Werich           | Rudolf II. / pekař Matěj Kotrba |
| Marie Vášová         | hraběnka Stradová               |
| Nataša Gollová       | Kateřina                        |
| Bohuš Záhorský       | komoří Lang                     |
| Jiří Plachý          | magistr Kelley                  |
| Zdeněk Štěpánek      | maršál Russworm                 |
| František Filipovský | astrolog                        |
| František Černý      | Scotta                          |
| Václav Trégl         | císařův sluha                   |
| Vladimír Leraus      | uherský vyslanec                |
| Miloš Nedbal         | lékař                           |
| Bohuš Hradil         | Tycho Brahe                     |
| Lubomír Lipský       | alchymista                      |
| Josef Kemr           | alchymista                      |
| Miloš Kopecký        | alchymista                      |
| Jan Stanislav Kolár  | alchymista                      |
| Theodor Pištěk       | purkmistr                       |
| Bohumil Bezouška     | malíř Van Aachen                |
| Felix le Breux       | člen delegace                   |
| Otto Motyčka         | písař                           |

## Tvůrci
- Námét: Jan Werich, Jiří Brdečka
- Scénář: Jan Werich, Martin Frič, Jiří Brdečka
- Kamera: Jan Stallich
- Stavby: Jan Zázvorka
- Asistent: Boris Mohavec
- Výprava: Valdimír Mácha, Vladimír Slepička
- Hudba: Julius Kalaš
- Hraje: Filmový Symfonický Orchestr
- Řídí: Milivoj Uzelac
- Píseň Ten dělá to a ten zas tohle: Zdeněk Petr a Jan Werich
- Návrhy kostýmů: Jiří Trnka, Vladimír Synek
- Masky: Gustav Hrdlička
- Kostýmy: Bohumil Sochor
- Zvuk: František Černý
- Střih: Jan Kohout
- Script: Marie Moravcová
- Asistent zvuku: Václav Janoušek
- II. kameraman: Bohumil Hába
- Asistent režie: Rudolf Jaroš
- Asistent výroby: Jaroslav Vlk
- Vrchní osvětlovač: Josef Pražák
- Vedouci výroby: Ladislav Terš
- Vedoucí štábu: Rudolf Hájek
- Choreografie: Luboš Ogoun, Jiřina Kottová
- Návrh golema: Jaroslav Horejc
- Hrají: Jan Werich, Marie Vášová, Nataša Gollová, Bohuš Záhorský, Jiří Plachý, Zdeněk Štěpánek, František Filipovský, František Černý, Václav Trégl
- Dále hrají: V. Leraus, M. Nedbal, B. Hradil, F. Holar, V. Řepa, L. Lipský, T. Pištěk, B. Bezouška, F. LeBreux, J. Kemr, F. Mrázek, J. Hlinomaz, O. Motyčka, M. Svoboda a jiní
- Kolektiv spolupracovníků: M. Balíková, K. Marešová, Vl. Černý, J. Fifková, V. Hojda, Ft. Kauler, M. Koulová, Z. Maršálek, J. Müllerová, V. Novontá, V. Oberreiter, Fr. Počta, E. Strnadová, A. Treybal, R. Weber
- Režie: Martin Frič
- Vyrobily: Státní filmové ateliery a laboratoře v Praze

## Produkce
Inspirací pro scénář filmu je divadelní hra Golem, kterou Jan Werich a Jiří Voskovec uvedli v listopadu 1931 v Osvobozeném divadle. Velmi úspěšná hra se dočkala 186 repríz a v hlavních rolích se představili Miloš Nedbal (Rudolf II.), Hana Vítová (Sirael) nebo Bohuš Záhorský (komoří Lang). Voskovec s Werichem připravili rovněž filmový scénář, který nabídli francouzskému režisérovi Julienu Duvivierovi. Ten ovšem nechtěl pojmout příběh o Golemovi jako komedii a tak scénář s pomocí scenáristy André-Paula Antoina přepsali do horrorového dramatu. Francouzský film Golem, který se natáčel v Praze, měl premiéru v roce 1936.
K záměru připravit filmovou verzi se Jan Werich vrátil v roce 1949, tedy v době, kdy Voskovec již emigroval do USA. Nový scénář mu pomohl dokončit Jiří Brdečka. Post režiséra získal Jiří Krejčík. Během příprav byl rovněž osloven Jiří Trnka, aby připravil návrhy kostýmů a dekorací. Šaty byly ušity na zakázku v textilce ve Varnsdorfu a z muzeí a galerií byla vypůjčena řada uměleckých předmětů. Autorem hliněné verze Golema, která byla na svou dobu originálním pojetím této mytické postavy, byl sochař Jaroslav Horejc. Na natočení filmu bylo zprvu vyčleněno 27 milionů korun a kvůli záměru s exportem filmu na zahraniční trhy byl filmařům poskytnut také barevný film.
Krátce po začátku natáčení se rozhořel spor mezi režisérem Krejčíkem a hlavním představitelem Janem Werichem. Spor vyústil v odchod režiséra Krejčíka, který byl rychle nahrazen režisérem Martinem Fričem. S výměnou režiséra přišla i rozsáhlá výměna herců. V roli magistra Kelleyho nahradil Jiří Plachý starší Karla Högera, roli Scotty získal namísto Saši Rašilova František Černý, roli maršála Rusworma odmítl Jan Pivec a nahradil ho Zdeněk Štěpánek, Sirael si nakonec místo Ireny Kačírkové zahrála Nataša Gollová, kterou tím Werich a Frič vyvedli z poválečné filmařské klatby. Do přeobsazení výrazně mluvil právě Werich, který do rolí navrhoval své bývalé kolegy z Osvobozeného divadla. Přeobsazení a nutnost přetáček znamenalo navýšení výdajů o dalších až 10 milionů korun.

## Uvedení ve světě
Po natočení byly sestříhány dvě verze – dvoudílný film, který byl v československých kinech nasazen jako dvojprogram za dvojnásobné vstupné, a dále zkrácená jednodílná verze, která byla zprvu určena na vývoz a proto z ní byly vystřiženy nejvíce ideologické scény (například píseň Ten dělá to a ten zas tohle). Premiéra filmu se v Praze konala 28. prosince 1951. V roce 1953 byl film uveden v NDR a Itálii, další rok ve Švédsku a v roce 1955 ve Finsku, Francii, USA, Belgii a Argentině. V USA nesl název The Emperor and the Golem. Dále měl premiéru také v Dánsku, Rakousku, Polsku, Maďarsku, Holandsku, SRN, Velké Británii, Norsku, Islandu, Austrálii, SSSR, Bulharsku, Rumunsku, Indii, Libanonu, Turecku, Pákistánu, Mongolsku, Kolumbii, Venezuele, Paraguayi a Uruguayi.